# Carriaric
Carriaric was zeer waarschijnlijk koning van de Sueben in Gallaecia (het huidige Galicië) tussen 550 en 558 of 559.

## Context
In de periode van Carriaric en zijn opvolger Ariamir veranderden de Sueben van geloofsovertuiging, van arianisme naar de katholieke geloofsbelijdenis van Nicea. De eerste stap was de komst van bisschop Martinus van Braga, de tweede stap was het Eerste concilie van Braga in 561.
Volgens geschiedschrijver Gregorius van Tours heerste er in het midden van de zesde eeuw een uitbraak van lepra. De zoon van Carriaric was door de ziekte getroffen. Hij beloofde van geloof te veranderen indien de Rooms-Katholieke Kerk zijn zoon zou genezen. Er werden relieken van de heilige Martinus van Tours naar Carriaric gestuurd en zijn zoon genas.